# Apollo 18 (álbum)
Apollo 18 es el cuarto álbum de la banda estadounidense de rock alternativo They Might Be Giants. El álbum generó tres sencillos: «The Statue Got Me High», «The Guitar (The Lion Sleeps Tonight)» and «I Palindrome I».
Fue lanzado en 1992 por Elektra Records y fue nombrado tras las misiones Apolo, la última de las cuales fue la Apolo 17. El álbum también fue asociado con el Año Internacional del Espacio, del cual They Might Be Giants fueron «embajadores musicales» oficiales. El álbum marcó el primer intento de John Linnell y John Flansburgh de separarse de su sonido anterior, optando por ritmos de rock más tradicionales. Al dúo se unió una banda de apoyo con batería durante la gira. Fue su último álbum grabado como un dúo, ya que la banda se expandió para incluir a un guitarrista rítmico, un bajista y un saxofonista para sus trabajos posteriores.

## Lista de canciones
| N.º | Título | Duración |  |
| 1.  | «Dig My Grave»                                                                                                  | 1:08     |  |
| 2.  | «I Palindrome I»                                                                                                | 2:25     |  |
| 3.  | «She's Actual Size»                                                                                             | 2:05     |  |
| 4.  | «My Evil Twin»                                                                                                  | 2:37     |  |
| 5.  | «Mammal» | 2:14     |  |
| 6.  | «The Statue Got Me High»                                                                                        | 3:06     |  |
| 7.  | «Spider» | 0:50     |  |
| 8.  | «The Guitar (The Lion Sleeps Tonight)» (They Might Be Giants, Hugo Peretti, Luigi Creatore, George David Weiss) | 3:49     |  |
| 9.  | «Dinner Bell»                                                                                                   | 2:11     |  |
| 10. | «Narrow Your Eyes»                                                                                              | 2:46     |  |
| 11. | «Hall of Heads»                                                                                                 | 2:53     |  |
| 12. | «Which Describes How You're Feeling»                                                                            | 1:13     |  |
| 13. | «See the Constellation»                                                                                         | 3:27     |  |
| 14. | «If I Wasn't Shy»                                                                                               | 1:43     |  |
| 15. | «Turn Around»                                                                                                   | 2:53     |  |
| 16. | «Hypnotist of Ladies»                                                                                           | 1:42     |  |
| 17. | «Fingertips: Everything's Catching On Fire»                                                                     | 0:12     |  |
| 18. | «Fingertips: Fingertips»                                                                                        | 0:06     |  |
| 19. | «Fingertips: I Hear The Wind Blow»                                                                              | 0:10     |  |
| 20. | «Fingertips: Hey Now Everybody Now»                                                                             | 0:05     |  |
| 21. | «Fingertips: Who's That Standing Out My Window?»                                                                | 0:06     |  |
| 22. | «Fingertips: I Found A New Friend»                                                                              | 0:07     |  |
| 23. | «Fingertips: Come On And Wreck My Car»                                                                          | 0:12     |  |
| 24. | «Fingertips: Aren't You The Guy Who Hit Me In The Eye?»                                                         | 0:07     |  |
| 25. | «Fingertips: Please Pass the Milk, Please»                                                                      | 0:08     |  |
| 26. | «Fingertips: Leave Me Alone»                                                                                    | 0:05     |  |
| 27. | «Fingertips: Who's Knocking On The Wall?»                                                                       | 0:04     |  |
| 28. | «Fingertips: All Alone»                                                                                         | 0:05     |  |
| 29. | «Fingertips: What's That Blue Thing Doing Here?»                                                                | 0:08     |  |
| 30. | «Fingertips: Something Grabbed Ahold Of My Hand»                                                                | 0:12     |  |
| 31. | «Fingertips: I Cannot Understand You»                                                                           | 0:27     |  |
| 32. | «Fingertips: I Heard A Sound»                                                                                   | 0:04     |  |
| 33. | «Fingertips: Mysterious Whisper»                                                                                | 0:28     |  |
| 34. | «Fingertips: The Day That Love Came To Play»                                                                    | 0:08     |  |
| 35. | «Fingertips: I'm Having A Heart Attack»                                                                         | 0:22     |  |
| 36. | «Fingertips: Fingertips (Reprise)»                                                                              | 0:10     |  |
| 37. | «Fingertips: I Walk Along Darkened Corridors»                                                                   | 1:01     |  |
| 38. | «Space Suit» | 1:36     |  |